# Villa Genoese Zerbi

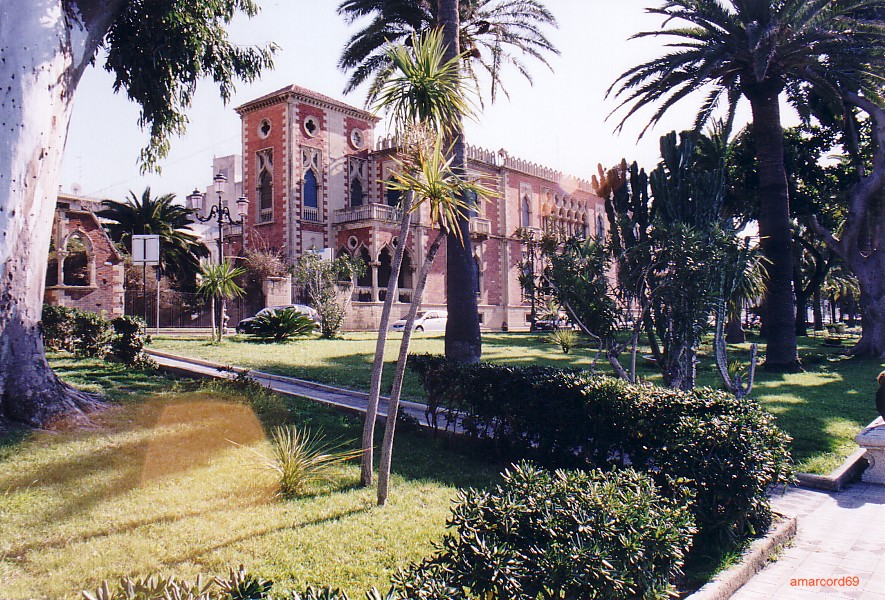
Villa Genoese Zerbi in Reggio Calabria, Fassade zur Via Zaleuco di Locri

Die Villa Genoese Zerbi (manchmal auch Villa Zerbi genannt) ist ein historischer Palast im eklektischen Stil aus den 1910er-Jahren in Reggio Calabria in der italienischen Region Kalabrien. Sie liegt am Corso Vittorio Emanuele III.

## Geschichte
An dieser Stelle gab es vor 1860 die Barockvilla der Markgrafen Genoese, einer alten Patrizierfamilie aus Reggio Calabria, die Ende des 19. Jahrhunderts an ihren Namen den der Zerbis anschloss, sodass sie sich dann Genoese Zerbi nannte. Die alte Villa wurde beim Erdbeben 1908 zerstört und 1915 nach Plänen der Bauingenieure Domenico Genoese Zerbi, Pertini und Marzats wiederaufgebaut. Heute gehörte der Palast nicht mehr der Familie Genoese Zerbi. Seit einigen Jahren ist dort eine Ausstellungszentrum unter Verwaltung der Stadt Reggio Calabria untergebracht.

## Palast

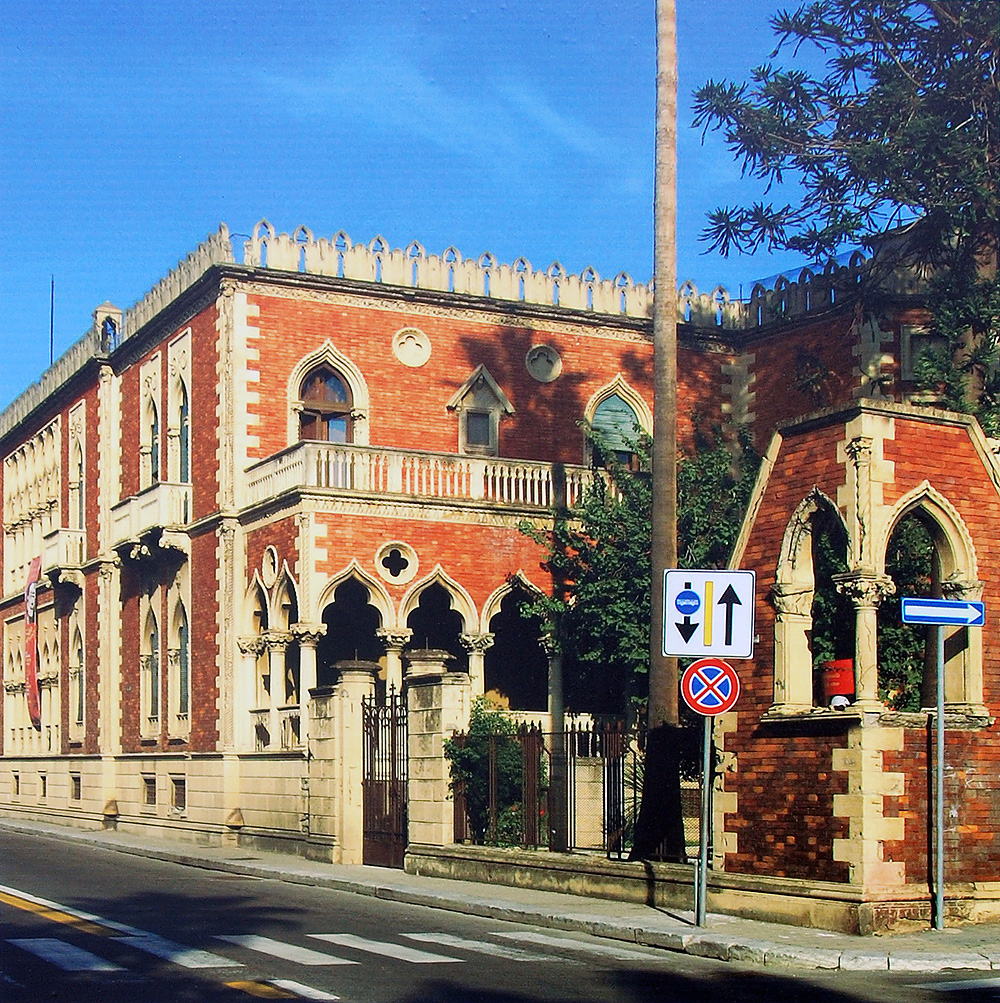
Villa Genoese Zerbi, Hauptfassade zum Corso Vittorio Emanuele III

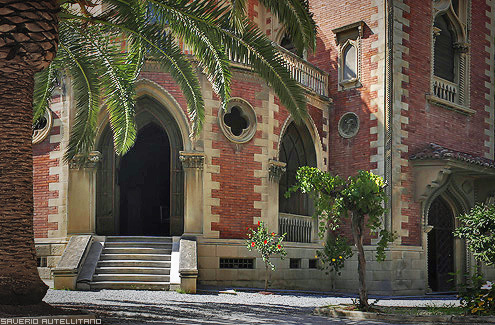
Eingang zur Villa

Das neue Gebäude wurde in einem Stil erbaut, der sich deutlich von dem der alten Villa unterschied. Auch von den anderen Gebäuden an der Seefront unterscheidet sich die Architektur.
Der Block, in dem der Palast steht, wird durch die Via Giulia, die Via Zaleuco di Locri, die Via Biagio Camagna und den Corso Vittorio Emanuele III begrenzt.
Der Palast besteht aus einem zweistöckigen Baukörper in Trapezform, der zur Straße von Messina zeigt. In dem Gelände an der Via Zaleuco di Locri befindet sich der Garten, der sich bis zu den in den gegenüber liegenden Ecken erhaltenen Anbauten an der Via Giulia und der Via Biagio Camagna erstreckt.
Das Gebäude zeigt sich mit einer Reihe von Stilelemente, wo sich die Wohnräume aneinanderreihen: Loggien und Turmelemente; der Architekturstil bezieht sich auf Modelle der venezianischen Neugotik des 14. Jahrhunderts mit Bögen in gotischem Stil, wobei dekorative Elemente zusammen mit sehr offensichtlichen Farboptionen kombiniert werden: Säulen stützen die Bögen der Loggien, kleine Säulen für die Balustraden der Balkone und schließlich die Zinnen, die als Brüstung die gesamte Terrasse überragen.

## Ausstellungen

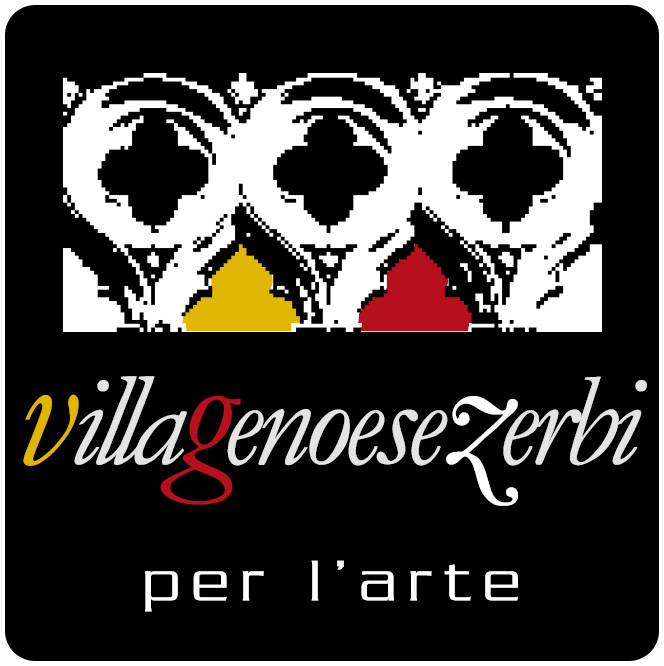
Logo der Villa Genoese Zerbi

Die Villa Genoese Zerbi war bis vor einigen Jahren ein kulturelles Zentrum der Stadt Reggio Calabria und zeigte regelmäßige Gemälde-, Skulpturen-, Architektur- und Fotoausstellungen. Sie war sogar das Ausstellungszentrum der Biennale di Venezia in Süditalien.
| Zeitraum                     | Ausstellung / Veranstaltung |
| ---------------------------- | --- |
| September – November 2004    | Sensi contemporanei. Z.O.U. Zone d’urgenza von der 50. Internationalen Kunstausstellung der Biennale di Venezia |
| Dezember 2004 – März 2005    | Sensi contemporanei. Movimento/Movimenti von der 50. Internationalen Kunstausstellung der Biennale di Venezia |
| Juni – August 2005           | Il cinema negli occhi. Tazio Secchiaroli |
| Oktober 2005                 | Villa Genoese Zerbi 1915-2005. Conoscenza didattica e restauro nel progetto d’architettura |
| Dezember 2005 – März 2006    | Sensi contemporanei. Metamorph von der 9. Internationalen Architekturausstellung der Biennale di Venezia |
| Juni 2006                    | Reggio Calabria Film Fest |
| Juli – September 2006        | Piacere e complessità di un genio. Salvador Dalí |
| Dezember 2006 – Januar 2007  | Tavole di sogno. Gianni Versace-Rosenthal |
| Mai – Juni 2007              | _Reghion 2010. La città in mostra |
| August – Oktober 2007        | Rabarama. Identità. Ausstellung des Künstlers Rabarama |
| Dezember 2007 – Februar 2008 | Incanto – Percorsi celebrativi in ricordo della divina Maria Callas. |
| April – Mai 2008             | Figurae – Aspetti della figurazione contemporanea. Italien: Die letzten Generationen. |
| August – September 2008      | Reggio Art. Künstler aus Reggio Calabria in der Villa Genoese Zerbi |
| September 2008               | Mostra istituzionale della Marina Militare italiana e delle Capitanerie di porto anlässlich der "Settimana del Mare" und der "XVII raduno dell'‘‘Associazione nazionale marinai d’Italia‘‘".                                                      |
| Oktober – November 2008      | Frammenti di luce – Mostra dei gioielli creati dal maestro orafo Gerardo Sacco. |
| Dezember 2008 – Januar 2009  | Cent’anni dal terremoto di Reggio e Messina 1908/2008. |
| April – Mai 2009             | "Michele Prestipino 1887/1975. Storia e Memoria". |
| Juli – August 2009           | "Cinquant’anni di moda italiana". Ausstellung über die Geschichte von Made in Italy. |
| September – Oktober 2009     | "60 anni dedicati al caffè". Ausstellung über die Geschichte des Caffè Mauro. |
| Februar – Juli 2010          | "Egitto Maivisto"-die ewigen Wohnungen von Asyut und Gebelein. Ausstellung antiker Fundstücke aus Ägypten, die bei der Archäologiemission unter der Leitung von E. Schiapparelli in den Jahren von 1908 bis 1920 gefunden wurden.                 |
| Januar – März 2011           | "Segni della città che c’era". Ausstellung der zeitgenössischen Dokumente und architektonischen und dekorativen Fundstücke, die in den Palästen aus dem 17. und 18. Jahrhundert der durch das Erdbeben von 1908 zerstörten Stadt gefunden wurden. |